# Kong Rong
En aquest nom xinès, el cognom és Kong.
Kong Rong (153–208) va ser un buròcrata, poeta i senyor de la guerra menor durant la tardana Dinastia Han Oriental de la Xina. També va ser part la 20a generació de descendents Confuci. En fou el governador de la Comandància de Beihai (北海, el que és ara Weifang, Shandong), i va ser conegut també com a Kong Beihai. Va ser derrotat per Yuan Tan el 196 i n'escapà a la capital Xuchang, on es va servir amb eficàcia a Cao Cao, que mantenia a l'Emperador Xian sota el seu control. Per ser un opositor polític de Cao Cao i humiliar-lo en múltiples ocasions, Kong Rong va ser finalment executat.
Cèlebre pel seu ràpid enginy i elaborat estil literari, a Kong Rong se li situà entre Set Erudits de Jian'an (建安七子), un grup representatiu de la literatura del seu temps. Això no obstant, la majoria de les seves obres s'han perdut. Eixes que van sobreviure es troben en compilacions de la dinastia Ming i la dinastia Qing.
Una història ben coneguda comunament utilitzada per educar als nens, fins i tot avui en dia, en els valors de la cortesia i l'amor fratern consisteix en un Kong Rong de quatre anys renunciant a les peres més grans perquè se les mengen els seus germans grans i petits. Aquesta història és també esmentada en els Tres Caràcters Clàssics, un text que s'fa servir per a l'educació elemental des de la dinastia Song.

## Biografia

### Inicis i carrera
Kong va néixer en l'estat Lu (en l'actualitat el sud Shandong i les parts del nord de Henan, Anhui i Jiangsu), Kong Rong va mostrar enginy des d'una aviat edat. Segons l'Epíleg de Han (續漢書) de Sima Biao (司馬彪), quan ell era un adolescent, Kong va visitar a un oficial anomenat Li Ying, que rebia només a persones molt eminents o als seus propis familiars. Afirmant ser un familiar, Kong Rong va ser portat davant Li Ying, el qual li va preguntar de quina manera estaven emparentats. Kong Rong va respondre que el seu avantpassat Confuci va ser un estudiant i amic de Lao Tzu (el nom familiar del qual era Li).